# Croix séraphique de Cimiez
Pour les articles homonymes, voir Croix (homonymie).
La croix séraphique de Cimiez est un calvaire situé à Nice, en France,.

## Description
La croix de Cimiez est un calvaire en marbre. La colonne est torsadée et supporte une croix tréflée.
L'une des faces de la croix représente un séraphin crucifié, correspondant à une vision de saint François d'Assise au Mont Alverne. L'autre représente la Vierge.

## Localisation
La croix de Cimiez est située dans le département français des Alpes-Maritimes, sur la commune de Nice. Elle se dresse devant le monastère de Cimiez, sur la place du Monastère-de-Cimiez. Il s'agit d'une copie de la croix originale, qui se trouve dans la première chapelle latérale gauche de l'église du monastère.

## Historique
Selon l'inscription du chapiteau, la croix de Cimiez est sculptée en 1477. Elle est alors située dans le cimetière du monastère des Franciscains, sur l'actuelle place Saint-François dans le Vieux-Nice. Pendant la Révolution française, le monastère est abandonné. Sous le Premier Empire, le cimetière est rasé ; la croix est toutefois démontée et mise en lieu sûr par un particulier.
En 1804, la croix est placée à son emplacement actuel. Elle est classée au titre des monuments historiques en 1903. En 1979, la croix de Cimiez est fortement dégradée à la suite d'un vandalisme. Elle est restaurée et transférée dans l'église du monastère de Cimiez, tandis qu'une copie, réalisée d'après moulage, est replacée en extérieur.